# SUFU
SUFU (англ. SUFU negative regulator of hedgehog signaling) – білок, який кодується однойменним геном, розташованим у людей на короткому плечі 10-ї хромосоми. Довжина поліпептидного ланцюга білка становить 484 амінокислот, а молекулярна маса — 53 947.
| 10         |  | 20         |  | 30         |  | 40         |  | 50         |
| ---------- |  | ---------- |  | ---------- |  | ---------- |  | ---------- |
| MAELRPSGAP |  | GPTAPPAPGP |  | TAPPAFASLF |  | PPGLHAIYGE |  | CRRLYPDQPN |
| PLQVTAIVKY |  | WLGGPDPLDY |  | VSMYRNVGSP |  | SANIPEHWHY |  | ISFGLSDLYG |
| DNRVHEFTGT |  | DGPSGFGFEL |  | TFRLKRETGE |  | SAPPTWPAEL |  | MQGLARYVFQ |
| SENTFCSGDH |  | VSWHSPLDNS |  | ESRIQHMLLT |  | EDPQMQPVQT |  | PFGVVTFLQI |
| VGVCTEELHS |  | AQQWNGQGIL |  | ELLRTVPIAG |  | GPWLITDMRR |  | GETIFEIDPH |
| LQERVDKGIE |  | TDGSNLSGVS |  | AKCAWDDLSR |  | PPEDDEDSRS |  | ICIGTQPRRL |
| SGKDTEQIRE |  | TLRRGLEINS |  | KPVLPPINPQ |  | RQNGLAHDRA |  | PSRKDSLESD |
| SSTAIIPHEL |  | IRTRQLESVH |  | LKFNQESGAL |  | IPLCLRGRLL |  | HGRHFTYKSI |
| TGDMAITFVS |  | TGVEGAFATE |  | EHPYAAHGPW |  | LQILLTEEFV |  | EKMLEDLEDL |
| TSPEEFKLPK |  | EYSWPEKKLK |  | VSILPDVVFD |  | SPLH       |  |            |

A: Аланін

C: Цистеїн

D: Аспарагінова кислота

E: Глутамінова кислота

F: Фенілаланін

G: Гліцин

H: Гістидин

I: Ізолейцин

K: Лізин

L: Лейцин

M: Метіонін

N: Аспарагін

P: Пролін

Q: Глутамін

R: Аргінін

S: Серин

T: Треонін

V: Валін

W: Триптофан

Кодований геном білок за функціями належить до білків розвитку, фосфопротеїнів. 
Задіяний у таких біологічних процесах, як ацетилювання, альтернативний сплайсинг. 
Локалізований у цитоплазмі, ядрі.